# Nova Ubiratã
Nova Ubiratã é um município brasileiro do estado de Mato Grosso. Localiza-se a uma latitude 12º59'26" sul e a uma longitude 55º15'17" oeste, estando a uma altitude de 400 metros. Em 2004, sua população era de 7 108 habitantes; em 2010, de 9.218 habitantes; em 2016, de 11.074 habitantes; e em 2022, de 11.498 habitantes. A área do município é de 12.694,97 km².

## História
Manoel Pinheiro foi o fundador do núcleo e também quem escolheu o nome de Ubiratã, que, segundo os moradores mais antigos, faz referência ao nome da Fazenda onde o núcleo se desenvolveu. Outra possibilidade é que seja uma homenagem à cidade homônima do Estado do Paraná, de onde vieram os primeiros colonos.
Dentre as famílias que primeiro chegaram ao núcleo, estão os Feijó, os Setter e os Ross. A empresa colonizadora foi a Comércio de Imóveis Pinheiro Ltda. (COMIPIL), que tinha Manoel Pinheiro como principal acionista.
Formação Administrativa
O núcleo de Ubiratã foi elevado a município em 19 de dezembro de 1995 (lei estadual nº 6691), com a denominação de Nova Ubiratã. Foi desmembrado de Vera e de Sorriso. O distrito sede foi instalado em 1 de janeiro de 1997, tendo apenas esse distrito até 2003. Em 2007, o município já era constituído de 7 distritos, por ordem de criação: Nova Ubiratã, Entre Rios, Novo Mato Grosso, Parque Água Limpa, Piratininga, Santa Terezinha do Rio Ferro e Santo Antônio do Rio Bonito.

## Organização politico-administrativa
O Município de Nova Ubiratã possui uma estrutura politico-administrativa composta pelo Poder Executivo, chefiado por um prefeito eleito por sufrágio universal, auxiliado diretamente por secretários municipais nomeados por ele, e pelo Poder Legislativo, institucionalizado pela Câmara Municipal de Nova Ubiratã, órgão colegiado de representação dos munícipes que é composto por vereadores também eleitos por sufrágio universal.

### Atuais autoridades municipais de Nova Ubiratã
- Prefeito: Edegar Jose Bernardi "Neninho da Nevada" - PRTB (2021/-)[7]
- Vice-prefeito: Adilson Luiz da Silva - PODE (2021/-)[7]
- Presidente da Câmara: Heder Sais Machado - UB (2021/-)[8]

## Economia
Com uma área destinada de agricultura de 400 mil hectares, Nova Ubiratã é o terceiro maior produtor de grãos do Mato Grosso. Ser cortado pela BR-242 é um fator que auxilia o escoamento da produção. Além disso, a BR163 ao Norte leva até quatro portos: Miritituba, Santarem, Santos e Paranaguá. 
Em seu território, está instaladas grandes empresas do agronegócio como Amaggi, Glencore, Cofco Agri, C-Vale e Nidera, e grandes armazéns como Vedana e Armazéns da Fazenda Aguá Limpa.
Referenciais Econômicos:
- Renda per capita: 64.835,38[9]
- Índice Tributário do ICMS (entradas e saídas): 9.099.109,17
- Valor da prestação de serviços tributados pelo ISS: 1.094.896,44
- Frota de Veículos: 2.199 emplacados REF: Março/2013
- Agricultura Familiar: 1.250 assentados e pequenos agricultores

Agricultura
- Soja - área plantada: 410.000 ha    REF: 2014/2015
- Milho – área plantada: 161.829,35 ha  REF: 2011/2012
- Algodão – área plantada: 20.204,57 ha      REF: 2011/2012
- Outras culturas: Melancia - 10ha; Maracujá -  3ha; Abacaxi -100ha; Hortaliças-15ha;
- Apicultura: mais de 14 mil kg/ano

Rebanhos
- Bovino de Corte: 109.680 animais
- Bovino de Leite: 320 animais
- Suínos: 120.247 animais
- Aves: 7.019,500 animais
- Ovinos: 2.499 animais
- Caprinos: 189 animais
- Equídeos: 1.250 animais